# Louis Botha
Louis Botha, född 27 september 1862 i Greytown, Natal, död 27 augusti 1919 i Pretoria, Sydafrika, var en boersk general under det andra boerkriget och Sydafrikanska unionens första premiärminister.

## Biografi
Botha ledde den boerska armén under slagen vid Colenso och Spioen kop. Efter Petrus Jacobus Jouberts död blev han chef för Transvaals armé. Efter Pretorias fall ledde han organisationen av ett gerillakrig, som avslutades med freden 1902.
Efter boernas förlust i kriget gick han över i brittiska imperiets tjänst och blev 1907 Sydafrikanska unionens förste premiärminister, en post som han höll fram till sin död 1919. Tillsammans med Leander Starr Jameson utvecklade han planen på en sydafrikansk union och bildade 1910 dess första regering. Hans försonliga politik mot britterna ledde till en partiell regeringskris och boernationalisten James Hertzogs avgång.
Vid första världskrigets utbrott visade sig Botha lojal mot England och kväste Christiaan de Wet och Christian Frederik Beyers uppror. Han var därefter befälhavare under Sydvästafrikakampanjen 1914–1915 under första världskriget. I fredskonferensen i Versailles deltog Botha och försökte verka för en mot tyskarna försonligare hållning. Såväl här som i andra sammanhang hävdade Botha med kraft de brittiska "dominions" ställning som självstyrande stater.

## Utmärkelser
Asteroiden 1354 Botha är uppkallad efter honom.